# Ampelisca rubella
Ampelisca rubella är en kräftdjursart. Ampelisca rubella ingår i släktet Ampelisca och familjen Ampeliscidae. Inga underarter finns listade i Catalogue of Life.